# Sarcomelicope follicularis
Sarcomelicope follicularis är en vinruteväxtart som beskrevs av Thomas Gordon Hartley. Sarcomelicope follicularis ingår i släktet Sarcomelicope och familjen vinruteväxter. Inga underarter finns listade i Catalogue of Life.